# Paracorymbia hybrida
Paracorymbia hybrida là một loài bọ cánh cứng trong họ Cerambycidae.